# Веселий обманщик (фільм, 1926)
Веселий обманщик (англ. The Gay Deceiver) — американська мелодрама режисера Джона М. Стала 1926 року.

## Сюжет
Обманщик бере участь в любовних справах і шантажі, поки він не виправить свій шлях заради своєї дочки.

## У ролях
- Лью Коуді — Тото / Антуан ді Тільйос
- Малкольм Макгрегор — Роберт Ле Рівароль
- Марселін Дей — Луїза ді Тільйос
- Кармел Маєрс — графиня ді Сано
- Рой Д'Арсі — граф ді Сано
- Дороті Філліпс — Клер
- Едвард Коннеллі — Мерінвіль (юрист)
- Тоні Д'Елджі — племінник Мерінвіля